# 9144 Hollisjohnson
9144 Hollisjohnson este o planetă minoră (asteroid), cu un diametru de 10,841 km, din centura de asteroizi. A fost descoperită pe 25 octombrie 1955 la Observatorul Goethe Link⁠(d) de Indiana Asteroid Program⁠(d). 
Obiectul prezintă o orbită caracterizată de o semiaxă mare de 2,3513294 UAi, o excentricitate de 0,26, o înclinație de 10,86532 ° în raport cu ecliptica.